# Арнуль III де Гин

Графство Гин в середине XII века
Территория графства Гин
Прочие территории Фландрского графства
Англо-Нормандская монархия
Владения графов Вермандуа
Церковные земли

Арнуль III (фр. Arnould III de Guînes; ум. 1283) — граф Гина с 1245 года, шателен Бурбура, сеньор Ардра, Туркуэна и Ало. Сын Бодуэна III де Гина и его жены Маго де Фьен.

## Биография
Наследовал отцу в январе 1245 года. Принёс оммаж (омм-лиж, homme-lige) графу Артуа Роберту I, который с 1238 года являлся сюзереном Гина.
По шателении Бурбур и некоторым другим сеньориям Арнуль III был вассалом графа Фландрии Ги де Дампьера. Ввязался в его войну с графом Голландии Вильгельмом II. В битве при Весткапеле (Зеландия) 4 июля 1253 года они потерпели поражение, Арнуль III попал в плен. Чтобы заплатить выкуп, залез в долги.
В феврале 1283 года продал графство Гин и сеньорию Монтуар французскому королю Филиппу III за 3 тысячи парижских ливров и пожизненную ренту в 1 тысячу ливров турнуа. Вскоре после этого умер.

## Семья
Жена — Аликс де Куси, старшая дочь Ангеррана III де Куси. Дети:
- Бодуэн (ум. 1293), сеньор д’Ардр, претендент на графство Гин
- Ангерран, сеньор Куси, Монмирайля и Уази
- Жан, виконт Мо
- Аликс, дама де Туркуэн
- Беатриса, аббатиса монастыря Сен-Коломб де Бландек.

Жан III де Бриенн, муж внучки Арнуля III Жанны (дочери Бодуэна), в 1295 году добился от Парижского парламента восстановления прав своей жены на графство Гин.